# 王悦 (1962年)
王悦 (1962年12月—)，吉林大学超分子结构与材料国家重点实验室教授，主要从事有机光电材料的非共价制备等方面的研究工作。入选中华人民共和国教育部2007年度"长江学者"特聘教授，中国国家杰出青年基金获得者。